# Entente urbaine de football de Matadi
L’Entente urbaine de football de Matadi (Eufmat) est la ligue de football de haut niveau de la ville de Matadi. Chaque année, des clubs de l’Eufmat sont relégués en Eufmat D2, et les promus montent en LIFKOCE. Cette Ligue fait partie de la Fédération congolaise de football association (FECOFA).
En 2012, l’Eufmat devient une 3e Division, à la suite de la création d’une 1re Division répartie en 3 groupes. En 2018 l’Eufmat, devient une 4e Division, à la suite de la création d’une 2e Division répartie en 3 groupes.

## Palmarès
En 1935, il existait deux divisions, qui regroupaient chacune quatre clubs. La division senior était composée des clubs de Wots Coqs, de l'Union Royale, du SC Amicale et de Baudoin. La division junior était composée du Club Léopold, de l'Esportes Salvador, du club de Matadi, et enfin de celui d'Anvers.
- 1950 : TC Elima
- 1951 : TC Elima
- 1952 : TC Elima
- 1953 : TC Elima
- 1954 : TC Elima
- 1955 : TC Elima
- 1956 : AS Veti Club
- 1957 : AS Veti Club
- 1958 : SC Amicale [3]
- 1959 : TC Elima
- 1960 : TC Elima
- 1961 : AS Veti Club
- 1962 : AS Veti Club
- 1963 : Non attribué
- 1964 : TC Elima
- 1965 : AS Veti Club
- 1966 : SC Amicale
- 1967 : TC Elima
- 1968 : TC Elima
- 1969 : Vaticano
- 1970 : TC Elima
- 1971 : TC Elima
- 1972 : AS Veti Club [4]
- 1973 : TC Elima
- 1974 : AS Veti Club
- 1975 :TC Elima
- 1976 : Inga Sport
- 1977 : TC Elima
- 1978 : Inga Sport
- 1979 : CS Mbengo
- 1980 : FC Petro Sport
- 1981 : AS Veti Club
- 1982 : FC Nzungu Sport
- 1983 : CS Imana
- 1984 : Non Organisé
- 1985 : FC Petro Sport
- 1986 : AC CMDC
- 1987 : AS Veti Club
- 1988 : AC CMZ
- 1989 : AC CMZ
- 1990 : AC CMZ
- 1991 : FC OCC
- 1992 : FC OCC
- 1993 : FC OCC
- 1994 : AS Veti Club [3]
- 1995 : TC Elima
- 1996 : TC Elima
- 1997 : IC Onatra
- 1998 :  IC Onatra [5]
- 1999 :  IC Onatra [6]
- 2000 :  IC Onatra [7]
- 2001 : AS Veti Club [8]
- 2002 : AS Veti Club  [9]
- 2003 : FC OCC [10]
- 2004 : AS Veti Club [11]